# Xiaomi Mi 1S
Xiaomi Mi 1S — смартфон, розроблений компанією Xiaomi, що є покращеною версією смартфону Xiaomi Mi 1. Був представлений в серпні 2012 року.

## Дизайн
Екран виконаний зі скла, а корпус — з пластику.
Ззовні смартфон схожий на Xiaomi Mi 1.
Знизу знаходяться роз'єм microUSB та мікрофон. Зверху розміщені 3.5 мм аудіороз'єм та кнопка блокування смартфона. З правого боку знаходяться кнопки регулювання гучності та кнопка запуску камери. Динамік та другий мікрофон знаходяться на задній панелі, яку можна зняти. Слоти під SIM-картки та карту пам'яті формату MicroSD до 32 ГБ знаходяться під корпусом.
Xiaomi Mi 1S продавався в 7 кольорах: сірому, білому, червоному, синьому, зеленому, фіолетовому та помаранчевому. Також задню панель можна було змінити на панель іншого кольору.

## Технічні характеристики

### Платформ
Смартфон отримав процесор Qualcomm MSM8660 Snapdragon S3 (2×1.7 ГГц Scorpion) та графічний процесор Adreno 220.

### Акумулятор
Акумуляторна батарея отримала об'єм 1930 мА·год. Також є можливість його заміни.

### Камера
Смартфон отримав основну камеру 8 Мп, f/2.2 з автофокусом та здатністю запису відео з роздільною здатністю 1080p@30fps. Фронтальна камера отримала роздільність 2 Мп та здатність запису відео в роздільній здатності 720p@30fps.

### Екран
Екран TFT LCD, 4.0", 854 × 480, зі співвідношенням сторін 16:9 та щільністю пікселів 245 ppi.

### Пам'ять
Смартфон продавався в комплектації 1/4 ГБ.

### Програмне забезпечення
Mi 1S був випущений на MIUI V2, що базувалася на 2.3.6 Gingerbread. Був оновлений до MIUI V5 на базі Android 4.1.2 Jelly Bean.